# Charina bottae
Charina bottae (Blainville, 1835) è un serpente della famiglia Boidae diffuso in Nord America, comunemente noto come boa di gomma o boa caucciù. Il nome bottae è un omaggio al chirurgo, esploratore e naturalista italiano Paolo Botta.

## Distribuzione e habitat
La specie è presente nel Canada sud-occidentale e negli Stati Uniti occidentali..